# Liste historischer Forts und Tatos von Gambia
In dieser Liste historischer Forts und Tatos von Gambia sind zwei Arten von Festungen aufgelistet. Einmal die Forts der europäischen Kolonialmächte, die im Zusammenhang als Fort oder als militärischer Stützpunkt beschrieben worden sind. Im zweiten Teil sind die Tatos gelistet, die von der lokalen Bevölkerung während kriegerischer Auseinandersetzungen im 18. und im 19. Jahrhundert errichtet wurden.
Geographisch ist das heutige Gebiet des westafrikanischen Staates Gambia gemeint.

## Liste der Festungen

### Koloniale Forts
In der Liste sind nur Festungen aufgenommen, die im Zusammenhang als Fort oder als militärischer Stützpunkt beschrieben worden sind. Reine Faktoreien und Handelsstationen sind hier nicht behandelt. Größtenteils ist die Geschichte der einzelnen Forts kaum überliefert.
Die Liste ist annähernd chronologisch sortiert.
| Name                | Lage                        | Bemerkung |
| ------------------- | --------------------------- | --- |
| Fort Jakob          | Auf James Island            | 1651 errichtete Handelsstation der Kurländer. |
| Fort Bayona         | Auf St. Mary’s Island       | Ab ca. 1651 errichtete Handelsstation der Kurländer. |
| Fort Jillifree      | Bei dem Ort Juffure         | Ab ca. 1651 errichtete Handelsstation der Kurländer. |
| Fort Charles        | Auf Dog Island              | Vom englischen Major Robert Holmes Anfang der 1660er erbauter Stützpunkt. Die Insel hatte er in Charles Island umbenannt, über den Namen des Forts und die Geschichte ist nur wenig überliefert. |
| Fort James          | Auf James Island            | 1661 errichteten die Engländer ein neues Fort, das mehrmals zeitweise von den Franzosen eingenommen wurde. Heute sind die Ruinen UNESCO-Welterbe.                                                |
| Fort Albreda        | Bei dem Ort Albreda         | Ab ca. 1681 Handelsstation der Franzosen. |
| Fort Jacques        | Auf James Island            | Fort James wurde mehrmals von den Franzosen eingenommen (erstmals 1695) und Fort Jacques bzw. Fort Saint-Jacques genannt.                                                                        |
| Befestigungsanlagen | Auf St. Mary’s Island       | Ab ca. 1816 Befestigungsanlagen, u. a. die Sechs-Kanonen-Batterie. Um diese Befestigung entstand die Stadt Bathurst (heute Banjul). Unter anderem die Sechs-Kanonen-Batterie                     |
| Fort George         | Auf Janjanbureh Island      | Ca. 1823 bis 1827 englisches Fort (Lehmbau). |
| Fort Bullen         | Bei dem Ort Barra           | 1826 errichtetes Fort der Briten. Heute sind die Ruinen UNESCO-Welterbe. |
| Fort Campbell       | Auf Janjanbureh Island      | Ab 1827 englisches Fort. |
| Fort George         | Auf Janjanbureh Island      | Ab 1828 Neubau des englischen Forts. |
| Fort Louvel         | Auf St. Mary’s Island       | Ab 1831 Neubau des englischen Forts. |
| Fort Kataba         | 20 km östlich von Farafenni | Ca. 1841 mit Hilfe der Briten erbautes Fort des lokalen Königs. |

| Fort Bayona |

| Fort Charles |

| Fort James |

| Fort George |

| Fort Bullen |

| Fort Campbell |

| Fort Louvel |

### Tatos
Tatos werden an folgenden gambischen Orten aufgelistet:
| Lage               | Lage im heutigen Distrikt | Bemerkung          |
| ------------------ | ------------------------- | ------------------ |
| Kaimbujai Nding    | Kombo Central             |                    |
| Batelling          | Kiang West                |                    |
| Bambaka            | Kiang Central             |                    |
| Kunong Maria       | Kiang Central             |                    |
| Madina             | Kiang Central             |                    |
| Genieri            | Kiang East                |                    |
| Toniataba          | Jarra West                | Umzäunung          |
| Karantaba          | Jarra West                |                    |
| Kerewan Samba Sira | Fulladu West              | Foday Kabba's Tato |
| Sare Bakare        | Fulladu East              |                    |
| Suma Kunda         | Sandu                     |                    |
| Badarri            | Fulladu East              |                    |
| Finefutu           | Kantora                   |                    |
| Temanto            | Kantora                   |                    |
| Kantule Kunda      | Kantora                   |                    |
| Nyamanari          | Kantora                   |                    |
| Song Kunda         | Kantora                   |                    |

| Kaimbujai Nding |

| Batelling |

| Bambaka |

| Kunong Maria |

| Madina |

| Genieri |

| Toniataba |

| Karantaba |

| Kerewan Samba Sira |

| Badarri |

| Suma Kunda |

| Temanto |

| Nyamanari |

| Song Kunda |